# 石橋毅
石橋 毅（いしばし たけし、1909年〈明治42年〉9月2日 - 1943年〈昭和18年〉9月23日）は、日本の実業家、政治家、千葉県多額納税者。計器製作業、合資会社石橋計器製作所代表社員。

## 経歴
千葉県香取郡本大須賀村久井崎（のち昭栄村、大栄町、現成田市）出身。石橋敬五郎の長男。石橋計器を創立、自動車関係メーターの製作に従事する。
本大須賀教育会長、村会議員、郡農副会長、県山林会評議員、郡産業組合共同処理所管理組合長、郡家禽購買販売利用組合長、東京市葛飾産業報国連合会理事、千葉木材工業社長、石橋計器製作所長、北総自動車合同、成鉄タクシー、常総合同運輸各取締役をつとめる。
その他、1935年〈昭和10年〉3月、千葉県立中央図書館落成記念として、父敬五郎蒐集の漢籍類1,041冊を寄贈したことでも知られる。

## 人物
趣味は読書。

## 家族
石橋家
- 祖父・謹二[4]（1853年 - 1925年、資産家、農業、大地主、貴族院議員、本大須賀村長、千葉県多額納税者、佐原興業銀行頭取、名望家）
- 父・敬五郎[4]（1878年 - ?、香取郡津富浦尋常高等小学校訓導兼校長[7]）
- 妻[1]
- 長男[1]
- 次男[1]